# آره، آره، نانت

صحنه‌ای از فیلم

آره، آره، نانت (انگلیسی: Yes, Yes, Nanette) یک فیلم صامت کمدی آمریکایی به کارگردانی استن لورل و بازیگری اولیور هاردی، جک گوین و جیمز فینلیسون است.

## بازیگران
- اولیور هاردی
- جیمز فینلیسون
- سالی اونیل
- لایل تیو
- جک گوین